# Gilda Aranda
Gilda Aranda Rojas (19 novembre 1933) è un'ex nuotatrice messicana.
Specializzata nello stile libero, ha partecipato ai Giochi di Melbourne 1956, gareggiando, nei 400m sl.
Ai Giochi panamericani del 1955 ha vinto 1 bronzo nei 200m sl.